# Baktria

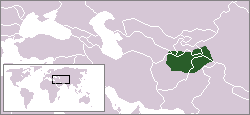
Baktria ok. 320 p.n.e.

Baktria (gr. Baktriana, Βακτριανα; pers. Bākhtar; arab. i ind. Bhalika; chiń. 大夏, Dàxià) – starożytna, grecka nazwa krainy położonej obecnie w północnym Afganistanie. Jej stolica to Baktra (Balhika, Bokhdi, obecnie  Balch).

## Geografia
Baktria leżała pomiędzy górami Hindukusz oraz rzeką Amu-daria (dawniej Oksus). Na zachodzie graniczyła z Margianą, północy z Sogdianą i Ferganą, południu z Gandharą. Starożytni historycy określali teren Baktrii jako bogaty, żyzny i dobrze nawodniony.

## Historia

### Wczesne dzieje
Ślady osadnictwa z przełomu III i II tysiąclecia p.n.e. Początkowo zamieszkana przez mówiące językami z rodziny indoeuropejskiej plemiona irańskie Ariów, które rozprzestrzeniły się na południowy zachód (dzisiejszy Iran) oraz dotarły do północno-zachodnich Indii. Okolice Baktrii uważane są za miejsce narodzin i początkowej działalności proroka Zaratustry.
W VII-VI w. p.n.e. rozpoczęło się zagospodarowywanie dolin dużych rzek, powstały pierwsze osady warowne (zalążki miast), nastąpił rozwój rzemiosła.

### Imperium Perskie
W VI wieku p.n.e. Cyrus II Wielki przyłączył Baktrię do swego imperium jako satrapię. Wymieniana jest w inskrypcji z Behistun jako kraj podległy Dariuszowi I. Persowie przesiedlili do Baktrii greckich wygnańców z Cyrenajki, a także niektórych greckich jeńców z obszarów Azji Mniejszej. Dla armii królów perskich Baktria stanowiła źródło uznanej w starożytności jazdy.

### Podbój przez Aleksandra Macedońskiego
W latach 20. IV w. p.n.e., podczas podboju imperium perskiego przez Aleksandra Macedońskiego, satrapa Baktrii Bessos ogłosił się królem podległych sobie obszarów, został jednak zdradzony i Baktria poddała się Macedończykom. Później w prowincji wybuchł bunt satrapy Sogdiany – Spitamenesa, stłumiony po długich walkach, co zakończyło się włączeniem Baktrii do imperium Aleksandra. To tutaj macedoński władca poślubił Roksanę, córkę miejscowego arystokraty Oxyartesa. Przed dalszą wyprawą do Indii pozostawił w Baktrii liczne siły okupacyjne złożone z greckich najemników i macedońskich weteranów. Po śmierci Aleksandra w 323 p.n.e. greccy żołnierze zbuntowali się i próbowali wrócić do ojczyzny. Perdikkas wysłał Pejtona, który krwawo stłumił bunt najemników.

### Imperium Seleucydów
W wyniku wojen Diadochów Baktria przypadła Seleukosowi I. Za jego – oraz jego syna Antiocha I – rządów ufundowano wiele greckich miast umacniając grecką dominację na hellenistycznym wschodzie.

### Królestwo Greko-Baktryjskie

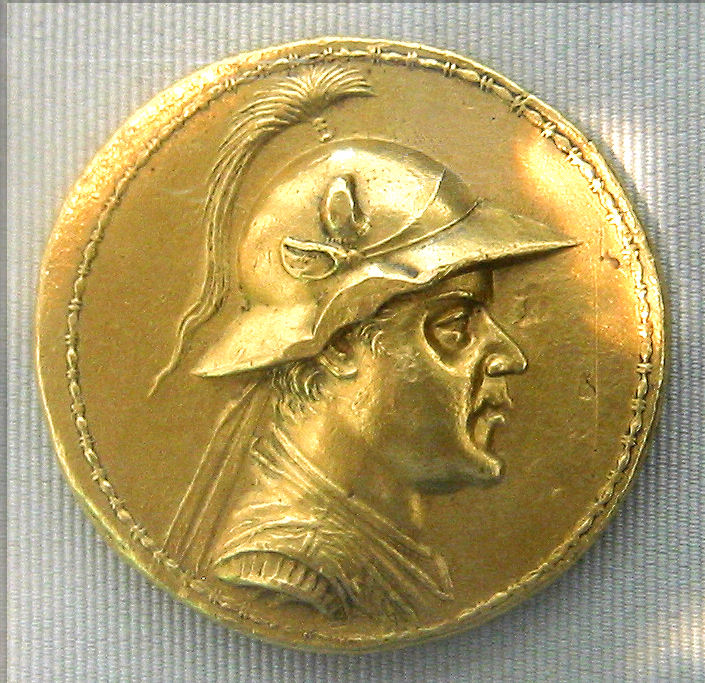
Złoty stater króla Eukratydesa, Największa złota moneta starożytności. Masa 169,2 g, średnica 58 mm

W wyniku powstania państwa Partów, Grecy w Baktrii zostali odcięci od reszty Imperium Seleucydów. Prowincja stała się niezależnym królestwem pod rządami byłego satrapy Diodotosa. Państwo przetrwało ponad 100 lat, odpierając m.in. najazd Antiocha III, urosło w potęgę i rozszerzyło swoje panowanie na sąsiednie obszary oraz na południe – dolinę Indusu i północno-zachodnie Indie (gdzie powstało Królestwo Indo-Greckie). Walki wewnętrzne oraz zewnętrzne ataki (Partów i nomadów z północy) osłabiły kraj.

### Najazd nomadów – Sakowie i Yuezhi
Greckim rządom na terenach Baktrii położyły kres plemiona z północy – najpierw scytyjscy Sakowie, później Yuezhi (znani potem jako Kuszanowie), podbijając kraj ok. 130 p.n.e. Chiński wódz Zhang Qian, odbywający podróż po Baktrii w 126 p.n.e., zastał już kraj pod panowaniem barbarzyńców.

### Tocharystan
Baktria pod nazwą Tocharystanu (Tocharami nazywali Grecy Yuezhi) między I w. p.n.e. aIII w. n.e. była częścią imperium Kuszanów, później w rękach Sasanidów, w VII wieku została podbita przez Arabów.